# She's Gotta Have It (serie de televisión)
She's Gotta Have It es una serie de televisión estadounidense creada por Spike Lee, basado en su largometraje de 1986 del mismo nombre. Diez episodios de 30 minutos cada uno fueron ordenados por Netflix, todos dirigidos por Lee. La serie fue estrenada el 23 de noviembre de 2017 y fue renovada para una segunda temporada, que fue añadida a la plataforma el 24 de mayo de 2019. El 17 de julio de 2019, Netflix canceló el seriado luego de dos temporadas.

## Reparto
- DeWanda Wise es Nola Darling.
- Anthony Ramos es Mars Blackmon.
- Lyriq Bent es Jamie Overstreet.
- Cleo Anthony es Greer Childs.
- Margot Bingham es Clorinda Bradford.
- Chyna Layne es Shemekka Epps.
- De'Adre Aziza es Raqueletta Moss.

## Recepción
She's Gotta Have It recibió en general críticas positivas. Cuenta con una puntuación de 77 sobre 100 en el portal Metacritic, basado en 26 reseñas, indicando "críticas generalmente favorables". En Rotten Tomatoes, la primera temporada tiene una calificación del 85% basada en 61 críticas, con un promedio de 7.94 sobre 10. El consenso del sitio afirma: "Divertida, fascinante y feminista, el clásico de Spike Lee renace para una nueva generación".
La segunda temporada tiene un índice de aprobación del 70% en Rotten Tomatoes, basado en 10 revisiones con una calificación media de 4,35 sobre 10.